# Ḩājjī Jafān
Ḩājjī Jafān (persiska: حاجی جفان) är en ort i Iran.   Den ligger i provinsen Västazarbaijan, i den nordvästra delen av landet, 700 km väster om huvudstaden Teheran. Ḩājjī Jafān ligger 2 287 meter över havet och antalet invånare är 458.
Terrängen runt Ḩājjī Jafān är lite bergig. Runt Ḩājjī Jafān är det ganska tätbefolkat, med 83 invånare per kvadratkilometer. Närmaste större samhälle är Berūshkhvārān, 16,0 km norr om Ḩājjī Jafān. Trakten runt Ḩājjī Jafān består i huvudsak av gräsmarker.